# 卷边柳
卷边柳（学名：Salix siuzevii）是杨柳科柳属的植物。分布在俄罗斯、朝鲜以及中国大陆的内蒙古、黑龙江、吉林、辽宁等地，生长于海拔20米至1,930米的地区，常生于山坡上或河边，目前尚未由人工引种栽培。